# Обобщённые интегралы Френеля
Обобщённые интегралы Френеля (интегралы Бёмера) — специальные функции, обобщающие интегралы Френеля. Введены Петером Бёмером в 1939 году.
Обобщённый косинус Френеля:
{\displaystyle \operatorname {C} (x,y)=\int _{x}^{\infty }t^{y-1}\cos(t)\,dt}
Обобщённый синус Френеля:
{\displaystyle \operatorname {S} (x,y)=\int _{x}^{\infty }t^{y-1}\sin(t)\,dt}
Соответственно, обычные интегралы Френеля выражаются через интегралы Бёмера следующим образом:
{\displaystyle \operatorname {S} (y)={\frac {1}{2}}-{\frac {1}{\sqrt {2\pi }}}\cdot \operatorname {S} \left(y^{2},{\frac {1}{2}}\right)}
{\displaystyle \operatorname {C} (y)={\frac {1}{2}}-{\frac {1}{\sqrt {2\pi }}}\cdot \operatorname {C} \left(y^{2},{\frac {1}{2}}\right)}
Также через обобщённые интегралы Френеля можно выразить интегральный синус и интегральный косинус:
{\displaystyle \operatorname {Si} (x)={\frac {\pi }{2}}-\operatorname {S} (x,0)}
{\displaystyle \operatorname {Ci} (x)={\frac {\pi }{2}}-\operatorname {C} (x,0)}